# Gekfol-5
Gekfol-5 (A-IX-10) je eksploziv, koji je mešavina heksogena (93-95%) i flegmatizatora (7-5%), oksizina (98%) i boje (2%) Sudan ili Kraplak. Gekfol-5 je homogeni, nehigroskopni, trošni prah narandžaste ili lila boje.

## Karakteristike
- Gustina opterećenja: 1620 - 1660 kg/m³.
- Tačka paljenja: 220 °C (428 °F; 493 K).
- Specifična energija transformacije eksploziva: 5,1 MJ/kg.
- Eksplozivnost: 430 cm³.
- Brizantnost: 4.24 mm.
- Brzina detonacije pri gustini: ρ0 = 1,64 g/cm³ - 8310 m/sec. [1].
- Garantovani rok trajanja u skladišnim uslovima: 20 godina.